# Pauluskirche (Traunreut)

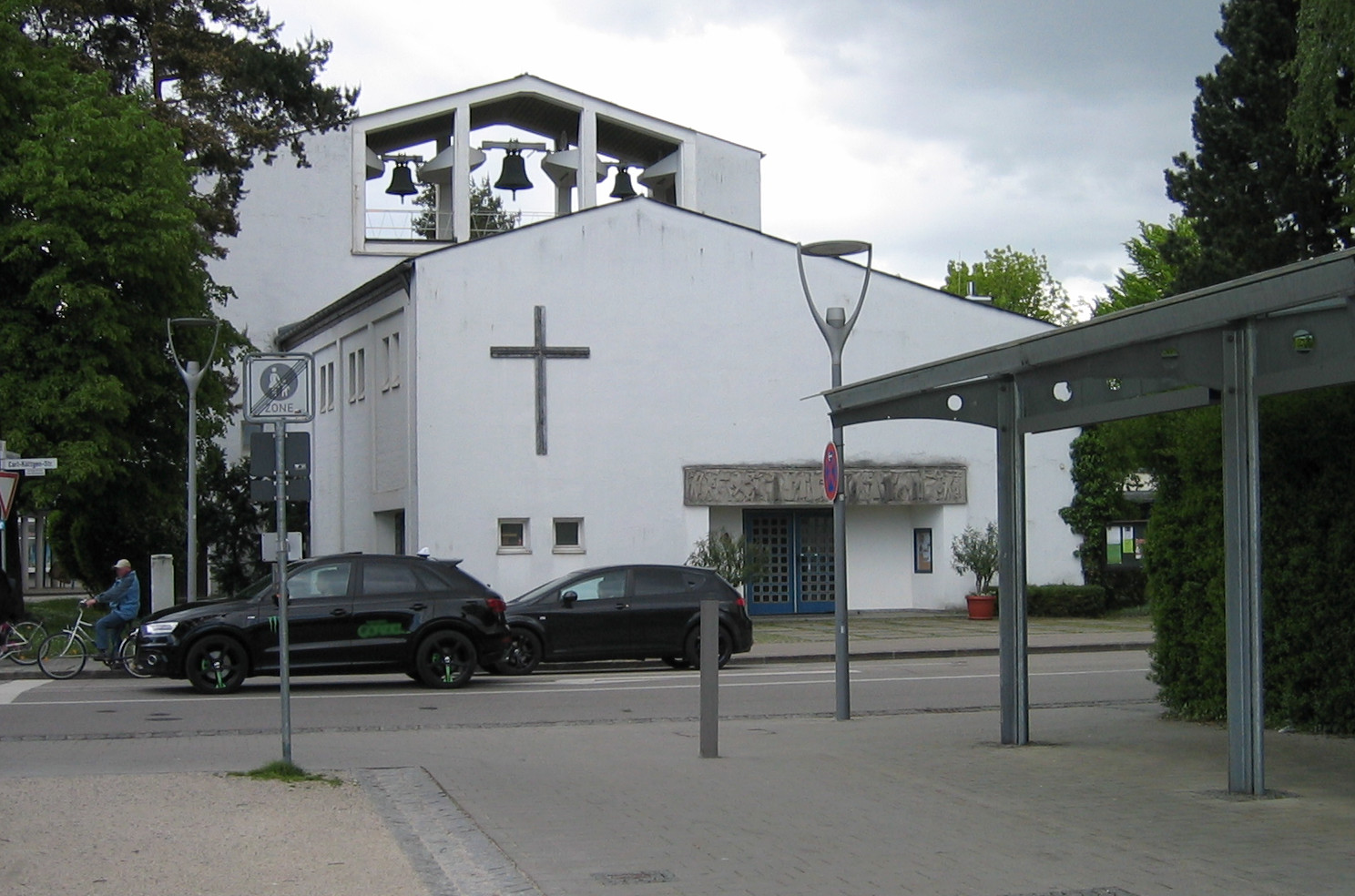
Pauluskirche Traunreut

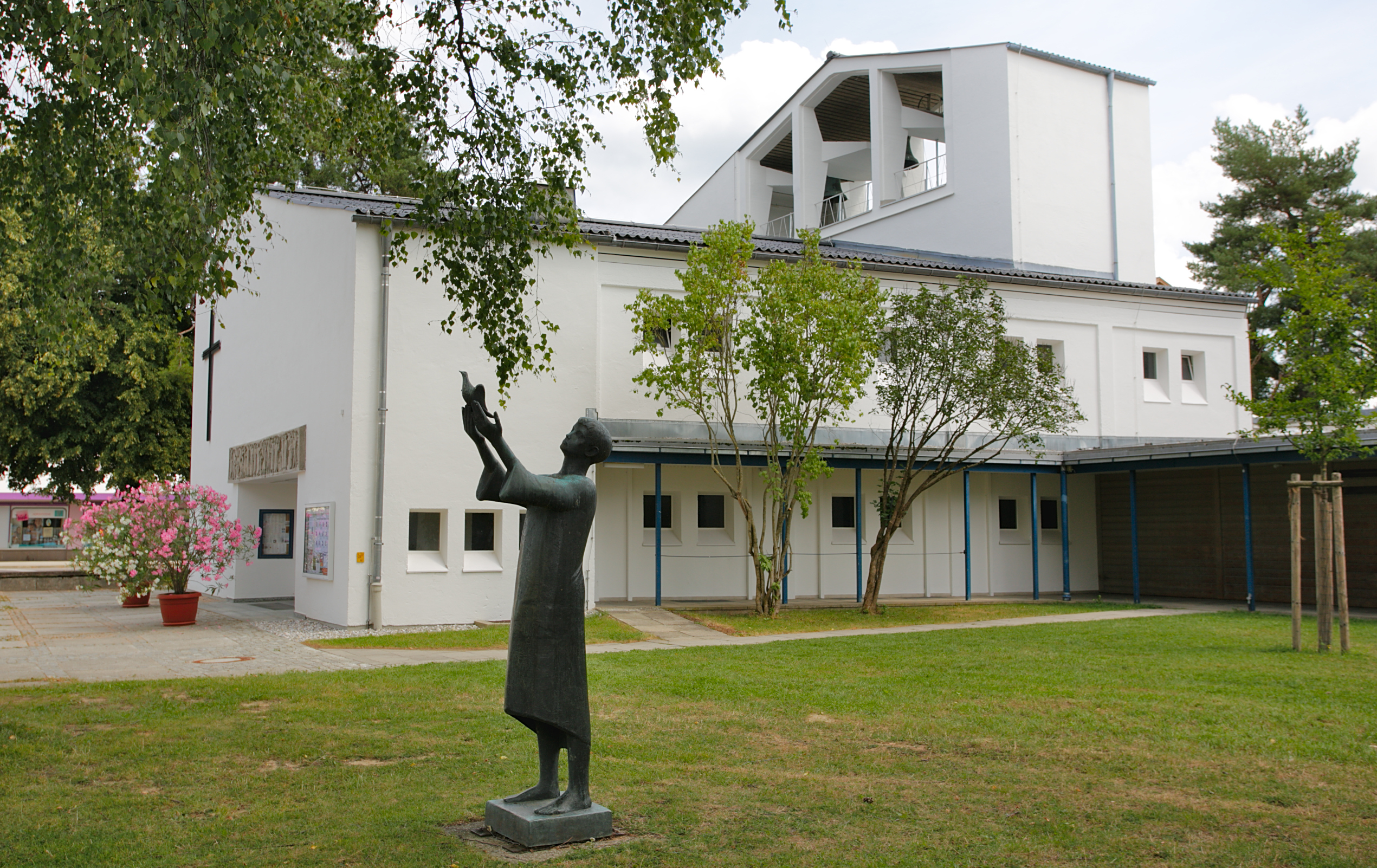
Westseite; im Vordergrund die Bronzeplastik Jüngling mit Taube von Gregor Kruk (1911–1988)

Die Pauluskirche ist eine denkmalgeschützte evangelisch-lutherische Kirche in Traunreut, nach Plänen von Werz Ottow 1953/54 errichtet.
Bauherr war das Evangelisch-Lutherische Dekanat Traunstein. Seit 1956 ist Traunreut eine eigenständige Evangelisch-Lutherische Kirchengemeinde im Dekanat Traunstein, Kirchenkreis München und die Pauluskirche deren einziges Kirchengebäude. Sie ist das älteste Baudenkmal im Kern der erst nach dem Zweiten Weltkrieg entstandenen Vertriebenenstadt Traunreut. Gastweise wird die Pauluskirche zudem von der Rumänisch-Orthodoxen und der Griechisch-Orthodoxen Gemeinde regelmäßig genutzt.

## Lage und Umgebung
Die Pauluskirche befindet sich im, nach dem Zweiten Weltkrieg neu errichten, Stadtzentrum Traunreuts. Sie bildet den südlichen Abschluss des zentralen Rathausplatzes, am Beginn der Carl-Köttgen-Straße und wurde in die Geometrie des Platzes harmonisch integriert. Dadurch hat sie bis heute eine besondere städtebauliche Bedeutung.

## Architektur
Die Pauluskirche hat einen trapezförmigen Grundriss, ein unterschiedlich weit herabgezogenes Satteldach und einen offenen, versetzt angeordneten Glockenstuhl. Dieser erste Entwurf einer Kirche wurde wegweisend für weitere Kirchenbauten von Ottow und Werz. Die Pauluskirche zeigt bereits die für ihren Stil typischen Elemente: Eine sachliche, eher zurückhaltende Architektur fügt sich harmonisch in die Umgebung ein. Die klare Geometrie des Raumes und eine bewusste Lichtführung durch hoch sitzende Fenster weisen unaufdringlich in Richtung Altar und Himmel.
Das Betonrelief über dem Eingang zeigt acht Stationen aus dem Leben des Apostels Paulus. Es wurde von der Münchner Bildhauerin und Grafikerin Imme Hoefer-Purkhold (* 1919 in München, † 2008) im Format 600 × 53 cm gestaltet.
1956 wurde die Rückwand des Altarraumes mit dem Marmormosaik »Der gute Hirte« von Maler und Grafiker Markus von Gosen (* 1913 in Breslau, † 2004 in Prien am Chiemsee) ausgestaltet.

## Entstehungsgeschichte
Die Münchner Architektengemeinschaft Helmut von Werz (* 1912 in Siebenbürgen; † 1990) und Johann-Christoph Ottow (* 1922 in Greifswald; † 2012) ging als Sieger eines 1952 ausgeschriebenen Architektenwettbewerbs hervor.

Die Grundsteinlegung für die Pauluskirche Traunreut erfolgte am 15. November 1953. Nach einem knappen Jahr Bauzeit wurde sie am 10. Oktober 1954 (Erntedank) durch Oberkirchenrat Arnold Schabert eingeweiht.
Die Baukosten für die Pauluskirche betrugen seinerzeit etwa 125.000 Mark.
Der Kirchenbau ersetzte die Funktion eines seit 1948 als Betsaal angemieteten Munitionslagerschuppens. In den Jahren zuvor feierten die evangelischen Christen ihre Gottesdienste in der Volksschule St. Georgen.